# Wäinö Aaltonen
Wäinö Aaltonen (født 8. marts 1894, død 30. maj 1966) var en finsk billedhugger, som har bl.a. har udført en statue af idrætsmanden Paavo Nurmi (1924-25), frihedsmonumentet i Nyslott (1935) og buster, bl.a. af Jean Sibelius (1935). Der er et Aaltonen-museum i Åbo.